# Овандо, Николас де
Никола́с де Ова́ндо-и-Ка́серес (исп. Nicolás de Ovando y Cáceres, ок. 1460, Бросас — 29 мая 1511, Мадрид) — испанский конкистадор, третий испанский губернатор Гаити (Эспаньолы) (1502—1509). Рыцарь ордена Алькантара. Прославился своей жестокостью при покорении коренных жителей Гаити — индейцев-таино.

## Биография
Родился в городе Бросас в Эстремадуре в знатной испанской семье. Второй сын Диего Фернандеса де Касереса-и-Овандо (ум. 1487), сеньора дель Алькасар-Вьехо, и его первой жены Изабеллы Флорес де Лас Варильяс (дальней родственницы Эрнана Кортеса). Его старший брат Диего де Касерес-и-Овандо, стал сеньором дель Алькасар-Вьехо.
Николас де Овандо вступил в рыцарский орден Алькантара, стал орденским командором. Орден Алькантара был создан в 1156 году и участвовал в борьбе с маврами в Испании.
Будучи обладателем одной из высших степеней в духовном рыцарском ордене Алькантара — титула командора де Лариса, Николас де Овандо пользовался покровительством и поддержкой короля Фердинанда Арагонского и королевы Изабеллы Кастильской, в особенности последней. В ответ на жалобы адмирала Христофора Колумба и других лиц на Франсиско де Бобадилью испанские монархи 3 сентября 1501 года назначили Николаса де Овандо третьим губернатором и капитан-генералом Индий.
13 февраля 1502 года он отплыл из Испании в Вест-Индию с флотом из тридцати кораблей. Это был самый большой флот, который первым побывал в Новом мире. На кораблях находилось 2 500 испанских колонистов. Испанская корона стремилась укрепить и расширить политическое, религиозное и административное влияние в регионе.
После прибытия на остров Эспаньола Николас де Овандо и его подчиненные подавили последние очаги восстаний местных индейцев. В 1503 году новый испанский губернатор с большим военным отрядом (70 кавалеристов и 300 пехотинцев) прибыл с визитом в область Хагаруа, где правила женщина-касик Анакаона, которая устроила в честь гостей большой праздник. Вероломный Николас де Овандо придумал план и решил истребить всю индейскую знать, прибывшую на праздник. По сигналу губернатора испанские солдаты окружили большой дом, где взяли в плен правительницу Анакаону и 80 других касиков. Индейские вожди были сожжены живьем. Через три месяца Анакаона была повешена. Николас де Овандо беспощадно расправлялся с индейским населением. Многие индейцы были убиты или превращены в рабов.
В том же 1503 году губернатор Николас де Овандо организовал карательную экспедицию на область Игуэй, где правил касик Котубано. Восставшие индейцы под его руководством захватили форт Хигуэй, перебив весь испанский гарнизон. Испанский отряд (300—400 чел.) под предводительством лейтенантов Хуана Понсе де Леона и Хуана де Эскивеля при участии отрядов из покоренных индейцев в течение девяти месяцев полностью завоевал область Игуэй на востоке Гаити. Касик Котубано бежал на соседний остров Саона, расположенный близ побережья Игуэй, но был схвачен испанцами и доставлен в Санто-Доминго, где Николас де Овандо приказал его повесить.
Администрация Овандо на Эспаньоле печально известна своей жестокостью по отношению к индейцам-таино. Когда испанцы прибыли на Гаити в 1492 году, коренное население (таино) насчитывало около 500 000 человек. По переписи 1507 года после убийств, порабощения и болезней население острова составляло только 60 000 человек и продолжало сокращаться. В 1501 году по распоряжению Овандо на Гаити были доставлены первые рабы африканского происхождения. Многие испанские аристократы-землевладельцы покупали рабов для работы на плантациях и в качестве слуг в своих домах. Большинство рабов использовалось для тяжелой работы на плантациях сахарного тростника.
Испанский губернатор Николас де Овандо основал и заложил несколько городов на острове Гаити (Эспаньола), в том числе: Асуа-де-Компостела, Санта-Мария-де-ла-Вера-Пас, Сальвален-де-Игуэй, Пуэрто-Плата, Санта-Крус-дель-Сейбо. Кроме того, он стал инициатором строительства главной крепости острова — Озама.
Он также содействовал развитию на острове Гаити горнодобывающей промышленности и выращиванию сахарного тростника, а также ввозу растений с Канарских островов. Николас де Овандо в 1503 году восстановил на Гаити систему репартимьенто, введённую Христофором Колумбом. Согласно репартимьенто, каждый испанский колонист получал во владение определённую территорию вместе с проживающим на ней коренным населением, которое он мог использовать по своему усмотрению. Индейцы-таино использовались в качестве домашних слуг, работали на сахарных плантациях и тысячами гибли на золотых шахтах.
Николас де Овандо участвовал в дальнейшем освоении и колонизации островов Карибского моря. Он отправил конкистадора Андреса Моралеса, который полностью исследовал остров Эспаньола и составил его первую карту. В 1506 году Себастьян де Окампо был отправлен на Кубу, чтобы получить информацию, является Куба островом или часть материка. Через 8-10 месяцев он вернулся на Гаити и доложил, что Куба является островом. В 1508 году Николас де Овандо отправил капитана Хуана Понсе де Леона с отрядом в 50 человек для завоевания острова Сан-Хуан (ныне Пуэрто-Рико).
В 1509 году из-за жестокого обращения с индейцами-таино испанский король Фердинанд Католик отстранил от должности Николаса де Овандо, который вернулся в Испанию. Его заменил на Гаити Диего Колумб, сын адмирала Христофора Колумба. Овандо был назначен главным командором ордена Алькантара.
29 мая 1511 года Николас де Овандо скончался на заседании ордена в Мадриде. Он был похоронен в церкви Сан-Бенито в Алькантаре (Эстремадура).